# Commune (woongemeenschap)
Een commune (Frans voor gemeente, afgeleid van commun, gemeenschappelijk) is een leef- en/of woongemeenschap waar alles gezamenlijk wordt gedaan. Alle of bijna alle (materiële) bezittingen zijn van de gehele gemeenschap. De bedoeling is dat door de individuele leden van de gemeenschap alleen gebruikt wordt wat nodig is. 
De eerste christelijke gemeentes zoals beschreven in Handelingen 2:44 laten zien dat dit in principe ook communes waren. Ook nu bestaan er religieuze communes van allerlei soort.
In de Middeleeuwen vormden zich stadscommunes die ook wel coniurationes genoemd worden. Dit was een vereniging van stedelingen die tot doel had de heer af te zetten. De vorming van deze rechtsorde vond plaats in de middeleeuwse Italiaanse stadstaten en was een belangrijke stap waarmee stadsgemeenschappen ook politieke gemeenschappen werden. Elementen hiervan waren ook terug te vinden in andere Europese gebieden en de resulterende stadsrechten waren een belangrijke aanzet tot de latere modernisering van de politiek.
Hiervan moet het begrip commune in het middeleeuwse Frankrijk en Engeland  vanaf de 12e eeuw duidelijk worden onderscheiden!
De Franse term commune staat voor een plaats, die van een leenheer beperkte stadsrechten heeft gekregen : politieke, burgerlijke en juridische privileges overeengekomen tussen de heer en de stad ( ville, commune) die de status van vazal krijgt.  Met name een deel van de jurisdictie werd aan de stedelingen toevertrouwd. Deze rechten werden in een overeenkomst, een charter, vastgelegd. Hieraan ging geen conflict tussen de leenheer en de burgers van de nieuwe commune vooraf. Het begrip commune ging in het Frankrijk van na Napoleon ongeveer hetzelfde betekenen als ons begrip gemeente. Het woord gemeente is immers hetzelfde als Frans commune. Zie: Franse gemeente. 
Zowel het politieke (staats)communisme als andere vormen van (socialistisch of anarchistisch) communisme  zijn ook op dit beginsel van gemeenschappelijk eigendom geschoeid. Pogingen dit ideaal te verwezenlijken op kleine of lokale schaal werden dan ook commune genoemd. Zo'n kleinere schaal was dan bijvoorbeeld een woongemeenschap in een huis of slot, een revolutionair stadsbestuur (waarvan de beroemdste de Commune van Parijs is), of een landbouwkolonie, zoals (oorspronkelijk) de kibboetsen in Israël.
In de jaren zestig en zeventig werden er veel communes gesticht door bevlogen jongeren, die de 'burgerlijke en kapitalistische maatschappij' van hun ouders de rug toekeerden en de idealen van de hippies en flowerpowerbeweging in praktijk probeerden te brengen. Deze communes waren gezinnen met drie of meer volwassenen (met promiscue relaties of niet) en hun kinderen. In het verlengde hiervan ontstond in de Verenigde Staten het verschijnsel lesbische commune, waar men trachtte zonder mannen zo zelfvoorzienend mogelijk te zijn.
In de praktijk gingen deze communes meestal al snel te gronde door onderlinge ruzies over de te volgen koers, onvrede over dominante of eigenzinnige leden, en slechte voorbereiding. Vaak probeerde een kleine groep of enkeling alle macht naar zich toe te trekken en soms groeide de oorspronkelijke commune zo uit tot een dictatoriaal geregeerde sekte. Van de oorspronkelijke communes waren er maar enkele die levensvatbaar bleken. Om echt te kunnen gedijen hebben deze 'overlevers' meestal toch enkele principes van de 'burgermaatschappij', zoals privébezit, weer overgenomen. 